# Zygmunt Zinowicz
Zygmunt Zinowicz  (ur. 26 lipca 1937 w Łyskowie, zm. 26 listopada 2004 w Lublinie) – polski chemik, profesor zw. dr hab., doctor honoris causa Uniwersytetu Technologii Chemicznych im D.I. Mendelejewa w Moskwie (2002).

## Życiorys
Studia odbył w Instytucie Pedagogicznym w Brześciu, Instytucie Technologii Chemicznych im D.I. Mendelejewa w Moskwie. Stopień doktora habilitowanego otrzymał w 1988, a tytuł profesora w 1989. Był dyrektorem naczelnym Centrum Naukowo-Badawczego "Antykor" Ministerstwa Eneregtyki ZSRR, pracownikiem Politechniki Brzeskiej (od 1972) i Politechniki Lubelskiej (od 1990). Był akademikiem Białoruskiej Akademii Inżynieryjno Technologicznej (BITA), członkiem Komisji Naukowej międzynarodowego czasopisma "Materials, Technologies, Tools" Białoruskiej Akademii Nauk. Był przewodniczącym Grupy Roboczej utworzenia Międzynarodowego Transgranicznego Stowarzyszenia Polski, Białorusi i Ukrainy  (1993-1995) i Roboczej Grupy ds. Ochrony i Monitoringu Środowiska Naturalnego (od 2002) "Euroregionu Bug".
Autor lub współautor ponad 210 publikacji, 4 książek, 28 patentów; promotor 6 doktorów.

## Nagrody i odznaczenia
Odznaczony został w 1999 przez Prezydenta RP Złotym Krzyżem Zasługi za osiągnięcia w dziedzinie nauki.